# Chicago Steel
Chicago Steel är ett amerikanskt juniorishockeylag som är baserat i Geneva, Illinois och har spelat i United States Hockey League (USHL) sedan 2000. Dessförinnan var laget känt som Fargo-Moorhead Ice Sharks och var baserat i Fargo, North Dakota mellan 1996 och 2000. Steel spelar sina hemmamatcher i Fox Valley Ice Arena sedan september 2015. De ägs i majoritet av miljardären och hedgefond-ägaren Larry Robbins.
Laget har ej vunnit Anderson Cup, som delas ut till det lag som vinner USHL:s grundserie, men en Clark Cup, som delas ut till det lag som vinner USHL:s slutspel, för säsongen 2016–2017.
Steel har fostrat spelare som Richard Bachman, Christian Dvorak, Tom Gilbert, Drew LeBlanc, Matt Lindblad, Andy Miele, Andrew Miller, John Moore, Travis Morin, Jamie Oleksiak, Brian O'Neill, Joe Piskula, Danny Richmond, Philip Samuelsson, Jaccob Slavin, C.J. Smith och Brendan Woods.